# 北吉井村
北吉井村（きたよしいむら）は、1956年（昭和31年）まで愛媛県久米郡のち温泉郡にあった村であり、現在の東温市の北部に位置する。

## 地理
現在の東温市の北部。源流を含む重信川上流域にあたり、面積の大半は山地である。南部に存在する平地は重信川が松山平野に流れ込み、一気に開ける扇状地にあたる。
讃岐街道上に位置する。
地名の由来
古代から吉井郷という名が見られ、その北部に属することから北吉井村となった。なお、旧・山之内村（重信川の最上流地域）のみ久米郡野々口郷に属していた。

## 歴史
藩政期
- 松山藩領。

明治以降
- 1889年（明治22年）12月15日 - 町村制施行により久米郡山之内村、樋口村、志津川村、西岡村が合併し久米郡北吉井村として成立。
- 1897年（明治30年）4月1日 - 久米郡が温泉郡に編入され温泉郡北吉井村となる。
- 1943年（昭和18年）5月9日 - 小野演習地より出火、3日間にわたり西岡、志津川、樋口の山林を焼く。
- 1947年（昭和22年） - 山之内中学校、および南吉井村と共立で吉井中学校設立。
- 1948年（昭和23年） - 東温高校開校。
- 1956年（昭和31年）9月1日 - 南吉井村、拝志村との合併により温泉郡重信町となる。

```
北吉井村の系譜
（町村制実施以前の村）　（明治期）
山之内 　━━┓
樋口　　 ━━┫
志津川 　━━╋━━━━━　北吉井村　━━━┓ （昭和31年9月1日合併）
西岡　　 ━━┛　　　　　    　 　     　　┃
　　　　　　　　　　　　　　　　　　   　  ┣━━　重信町
　　　　　　　  　　　                     ┃
　　　　　　              南吉井村 　━━━┫
　　　　                         　　　　　┃
　　　　　　　　　　　    拝志村　   ━━━┛
（注記）南吉井村、拝志村の旧村については、それぞれの村の記事を参照のこと。

```

## 地域
山之内（やまのうち）、樋口（ひのくち）、志津川（しつかわ）、西岡（にしのおか）の4つの大字があった。いずれも明治の村制発足前からの旧村であり、重信町になっても大字として存続した。のちに樋口、志津川のそれぞれ一部が分割され横河原（よこがわら）となった。
役場は時期により大字樋口、志津川においた。1921年（大正10年）人口3,787人。1955年（昭和30年）6,715人

## 行政
役場　はじめ樋口の連合戸長役場を代用した。
のち仮役場が志津川内の私宅を転々としたあと、大正天皇御大典事業により1916年（大正5年）樋口（のちの横河原）に役場を建造。跡地には現在いわがらこども館が建つ。
1922年（大正11年）横河原郵便局開局、1934年（昭和9年）集配業務開始。
1939年（昭和14年） 7月5日軍事保護院傷痍軍人愛媛療養所（現国立病院機構愛媛医療センター）が診療開始。1945年（昭和20年）厚生省に移管され国立愛媛療養所となる。

## 産業
農林業が中心。一時ハゼノキの栽培が盛んであったと伝えられる。
山之内を除き重信川の扇状地に位置するため古来水の確保に苦労し、水争いが絶えず、解決のため外部から村長を招聘し、また温泉郡長の仲裁を仰いだりもした。利水権をめぐる訴訟が大審院まで持ち越されたこともある。川の氾濫もたびたびあり、1885年、1888年、1896年、1901年、1902年、1943年（それぞれ明治18年、21年、29年、34年、35年、昭和18年）などの水害が記録されている。
江戸後期より明治前期にかけ西岡で窯業が行われた。
志津川の讃岐街道・金毘羅街道沿いは小宿場として賑わった。
1899年（明治32年）伊予鉄道が開通し、樋口・志津川片偶の荒涼地であった横川（よこがわ）に駅が開業した。これを契機に横川は交通の要衝および物資の集散地として発展、製材業・商業・運送業・遊興業などが興った。今日の横河原（よこがわら）にあたる。商工業で栄えた横河原は大正年間に地区として事実上独立。公式に大字となったのは重信町成立後の1960年（昭和35年）である。

## 交通
1899年（明治32年）10月4日に伊予鉄道横河原線が開通している。「横河原駅」の名称は、先行して設置された広島県の横川駅と同一となるのを避けたためといわれる。現在の地区名もこの駅名に由来する。
1917年（大正6年）横河原 - 川上間で、1919年（大正8年）には横河原 - 西条間で乗合自動車の運行が始まる。
1930年（昭和5年）コンクリート製の横河原橋完成。
1955年（昭和30年）横河原 - 森松間に乗合バスが開通。

## 名所・旧跡
- 天満神社（大字志津川）[1]
- 三島神社（大字樋口）[1]
- 水天宮（横河原）[2]
- 福見寺（大字山之内）[3]
- 慈光寺（大字志津川）[4]
- 法寿院（大字西岡）[4]